# لاگ (مجله)
لاگ یک مجله مستقل در زمینهٔ معماری و شهر معاصر است که از سال ۲۰۰۳ توسط شرکت اِنی‌وان و توسط سینتیا دیویدسون منتشر می‌شود.شعار مجله «نظری بر معماری و شهر معاصر» است. این مجله سه بار در سال منتشر می‌شود، عموماً با موضوع «آزاد» که برخی شماره‌ها محدود به یک موضوع خاص شده‌اند. این مجله جستارها و مقالات نظریه‌پردازان معماری و شهرسای و مورخان، نمایشگاه گردانان، معماران و هنرمندان، از جمله پیر ویتوریو آئورلی، ماریو کارپو، پاتریک شوماخر، کی مایکل هیز، سیلویا لاوین، پائولا آنتونلی، گرگ لین، آنتوان پیکون، فرانسوا روچ، آنتونی وایدلر، پل ویریلیو، پیتر آیزنمن، رینولد مارتین، فیلیس لمبر، جفری کیپنس، الخاندرو زائراپولو، رابرت سومول و اوبر دمیش را شامل می‌شود.